# Hambalang
Hambalang is een bestuurslaag in het regentschap Bogor van de provincie West-Java, Indonesië. Hambalang telt 11.329 inwoners (volkstelling 2010).